# Espuela chilena
La espuela chilena es usada por los campesinos huasos en Chile para estimular a un caballo chileno durante sus labores granjeras, paseos recreativos o la práctica deportiva y como instrumento musical[cita requerida] durante sus eventos festivos.

## Características

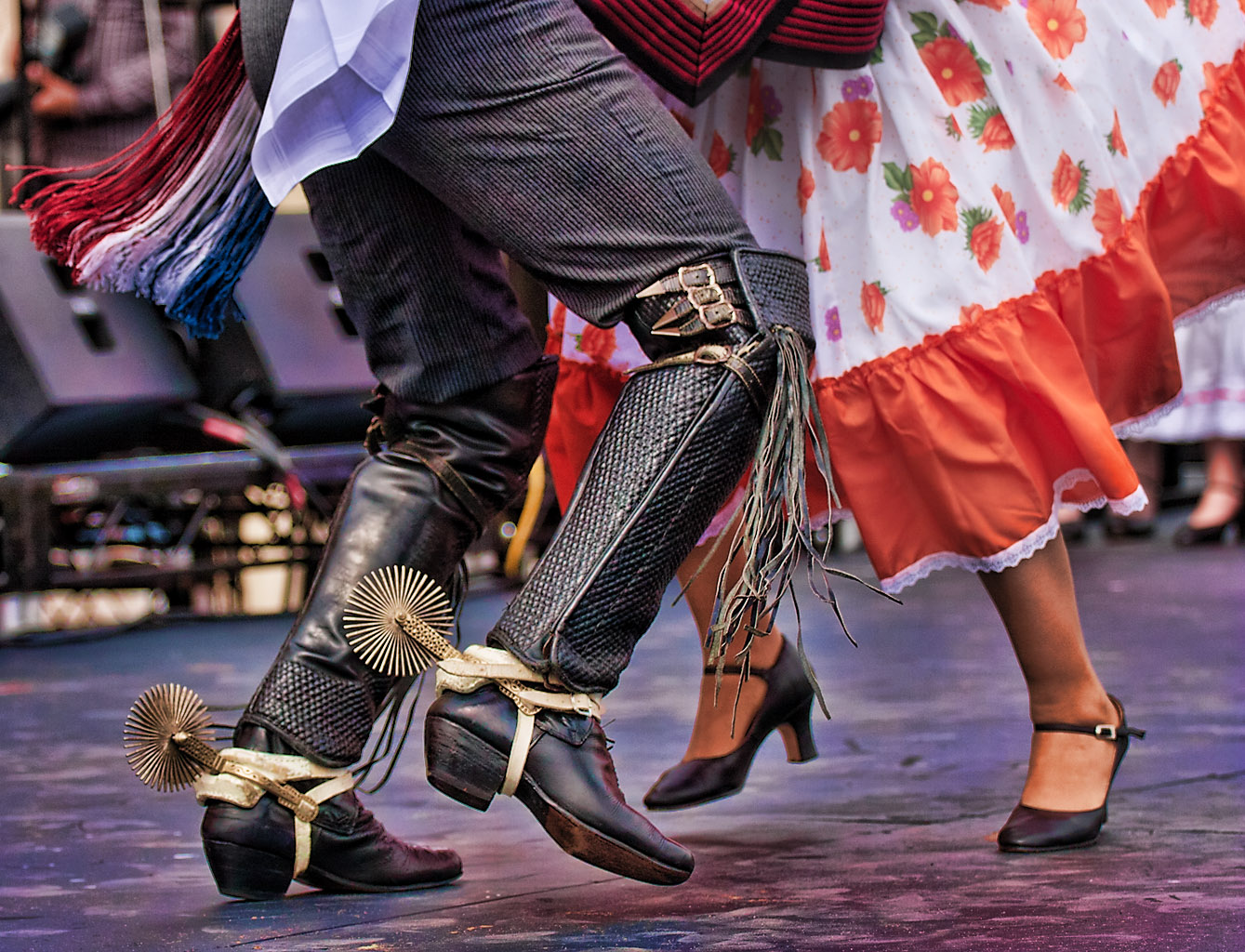
«Zapateo» en la cueca tradicional, paso que indica su clímax y cuando las espuelas suenan intensamente.

La espuela fue introducida al actual territorio chileno en 1540, durante una expedición liderada por el conquistador Pedro de Valdivia del Imperio español. Este tipo derivó de la espuela nazarena, que tuvo una amplia difusión en Sudamérica durante el periodo colonial (1600-1810). Según el investigador Tomás Lago, el aumento de la actividad comercial a fines del siglo XVIII acrecentó los viajes entre localidades, lo que provocó que el volumen de las cargas crecieran y con ello el tamaño de la montura chilena y espuela para que los jinetes alcanzaran los flancos del caballo. Su diseño fue inspirado por los espolones del gallo, por lo que su rodaja contiene numerosas púas largas, normalmente de 4,5 a 5 pulgadas, sin embargo también las hay de hasta 7 pulgadas, constituyéndose como la funcional de mayor tamaño en el mundo. Consta de las siguientes partes:
- Asta: arco de metal que rodea el talón del calzado. Se ajusta a una pieza de cuero llamada talonera.
- Pihuelo: horquilla de metal que sujeta la rodaja desde el centro del asta.
- Rodaja: pieza circular con numerosas púas. Se fabrica con metal templado al agua, lo que hace que ésta suene al rodar sobre su eje.
- Clavillos del castillejo: son pequeños clavos que se ubican en la base del pihuelo. Su función es ornamental.
- Eje: elemento que atraviesa la rodaja y permite su rotación.[4]

Se fabrica en hierro, acero, níquel o bronce, en orden descendente de preferencia. Tiene un trabajo de ataujía, o incrustación de metales, generalmente plata sobre hierro, con motivos moriscos, debido a la gran influencia en España y el hecho de que fueron los religiosos, principalmente los jesuitas, quienes trajeron y enseñaron arte y artesanía; es así como encontramos estrellas, medias lunas, y una serie de figuras moriscas, a las que se agregaron las cruces y otros símbolos cristianos. En el siglo XVIII, los artesanos alemanes traídos por los jesuitas imprimieron un sello barroco, con complejos y abundantes decorados. Tiene la variante cogote de gallo, bautizada así por su similitud con la forma curva del pihuelo para evitar que la rodaja toque el suelo. Es utilizada por huasos comunes y patrones, difiriendo en el labrado, valor y calidad del metal empleado.
Es también un idiófono que acompaña a las destrezas y danzas huasas —excepto la cueca campesina, en la que llevan ojotas— ejecutadas por varones —excepto la cueca de salón, en la que es llevada por ambos—, incorporada porque les resultaba engorroso quitarlas para bailar en la fiesta adjunta después de practicar rodeo chileno.

El metal más empleado para su construcción es el hierro, con excepción de la rodaja, que debe ser de acero, en lo posible de riel de ferrocarril, garantía de consistencia y durabilidad, y que, a la vez, permite conseguir el temple adecuado para la obtención de un sonido cristalino, aprovechado donosamente por los buenos bailarines de cueca, con los consabidos efectos rítmicos.

Enciclopedia Chilena de la Biblioteca del Congreso Nacional de Chile (siglo XX).

El poncho y el sombrero negro que Charles Darwin se probó con mucha gracia [en 1834], también examinó el resto del equipo del huaso, pantalones corrientes protegidos por polainas verdes y gruesas botas con enormes espuelas en los tacos, espuelas a las que encontró grandes, con una rodaja de alrededor de seis pulgadas de diámetro y treinta o más puntas siniestras.

Con Darwin en Chile de John Meehan (1971).